# Коршунов, Анатолий Александрович
Анато́лий Алекса́ндрович Ко́ршунов (род. 18 января 1939, Москва) — советский футболист, нападающий. Мастер спорта СССР. Кавалер ордена Дружбы. Бывший председатель совета директоров трансферной компании «Совинтерспорт».
Его брат Сергей — также футболист, выступал за московские «Динамо», «Спартак» и другие клубы.

## Карьера

### Игрока
Начинал играть в Москве на стадионе Юных пионеров. В 1956 был в составе молодёжной команды «Крылья Советов-III». В июле того же года Анатолия пригласили в «Динамо». В составе «бело-голубых» он дебютировал в 1957 году, проведя 2 матча и став чемпионом страны. В следующем сезоне Коршунов сыграл 1 матч и стал обладателем серебряной медали первенства. В 1959 он вновь выиграл чемпионат СССР. В 1962 году Анатолий перешёл в «Спартак» и в первом же сезоне выиграл первенство СССР. В 1963 году за «Спартак» Коршунов сыграл 4 матча.
После этого играл за «Шахтёр» и «Черноморец» в первой группе «А», а завершил карьеру в запорожском «Металлурге», в 1968 году во второй группе «А».

### Тренера
По окончании выступлений Анатолий стал тренером. С красным дипломом он закончил ВШТ и стал тренером-селекционером в «Спартаке». Затем был помощником главного тренера «Спартака», молодёжной сборной СССР и «Динамо». Также был начальником команды в «Красной Пресне».

## Достижения
«Динамо»
- Чемпион СССР (2): 1957, 1959

 «Спартак»
- Чемпион СССР: 1962
- Обладатель Кубка СССР: 1963